# Liste der Naturdenkmale in Magstadt
| Naturdenkmale | Anzahl |
| ------------- | ------ |
| FND           | 8      |
| END           | 10     |
| Gesamt        | 18     |

Die Liste der Naturdenkmale in Magstadt nennt die verordneten Naturdenkmale (ND) der im baden-württembergischen Landkreis Böblingen liegenden Gemeinde Magstadt. In Magstadt gibt es insgesamt 18 als Naturdenkmal geschützte Objekte, davon 8 flächenhafte Naturdenkmale (FND) und 10 Einzelgebilde-Naturdenkmale (END).
Stand: 1. November 2016.

## Flächenhafte Naturdenkmale (FND)
| Name                                                   | Bild | Kennung     | Einzelheiten | Position | Fläche Hektar | Datum         |
| ------------------------------------------------------ | ---- | ----------- | ------------ | -------- | ------------- | ------------- |
| Alter Steinbruch Magstadt                              |      | 81150290001 | Magstadt     | ⊙        | 0,8           | 30. Sep. 1992 |
| Baumreihe am Friedhof (7 Linden, 2 Bergahorn, 1 Esche) | BW   | 81150290010 | Magstadt     | ⊙        | 1,0           | 30. Sep. 1992 |
| Feuchtbiotop Hölzer See                                |      | 81150290021 | Magstadt     | ⊙        | 2,7           | 30. Sep. 1992 |
| Feuchtbiotop Obere Breitwiesen                         | BW   | 81150290013 | Magstadt     | ⊙        | 0,9           | 30. Sep. 1992 |
| Feuchtgebiet beim Kohlhaubrückle                       | BW   | 81150290022 | Magstadt     | ⊙        | 4,6           | 30. Sep. 1992 |
| Halbtrockenrasen Ratberg                               |      | 81150290014 | Magstadt     | ⊙        | 1,6           | 30. Sep. 1992 |
| Lindenallee Sommerhalde (81 Linden, 1 Eiche)           |      | 81150290018 | Magstadt     | ⊙        | 1,5           | 30. Sep. 1992 |
| Steinbruchwand Bei den Forchen                         | BW   | 81150290023 | Magstadt     | ⊙        | 0,1           | 30. Sep. 1992 |
| Legende für Naturdenkmal                               |      |             |              |          |               |               |

## Einzelgebilde (END)
| Name                                  | Bild | Kennung     | Einzelheiten | Position | Fläche Hektar | Datum         |
| ------------------------------------- | ---- | ----------- | ------------ | -------- | ------------- | ------------- |
| Eiche am Maisgraben                   | BW   | 81150290016 | Magstadt     | ⊙        | 0,0           | 30. Sep. 1992 |
| Eiche, genannt Krumm Bäumle           | BW   | 81150290006 | Magstadt     | ⊙        | 0,0           | 30. Sep. 1992 |
| Eiche-Dorfwiesenteich                 | BW   | 81150290002 | Magstadt     | ⊙        | 0,0           | 30. Sep. 1992 |
| Forche im Lettenhau                   | BW   | 81150290009 | Magstadt     | ⊙        | 0,0           | 30. Sep. 1992 |
| Friedenslinde an der Renninger Straße | BW   | 81150290011 | Magstadt     | ⊙        | 0,0           | 30. Sep. 1992 |
| Linde an der Maichinger Straße        | BW   | 81150290017 | Magstadt     | ⊙        | 0,0           | 30. Sep. 1992 |
| Rotbuche-Brunnbach                    | BW   | 81150290004 | Magstadt     | ⊙        | 0,0           | 30. Sep. 1992 |
| 2 Eichen, genannt Bissinger Eichen    | BW   | 81150290003 | Magstadt     | ⊙        | 0,0           | 30. Sep. 1992 |
| 3 Eichen im Grund                     | BW   | 81150290015 | Magstadt     | ⊙        | 0,0           | 30. Sep. 1992 |
| 6 Rotbuchen, genannt Hutebuchen       |      | 81150290019 | Magstadt     | ⊙        | 0,0           | 30. Sep. 1992 |
| Legende für Naturdenkmal              |      |             |              |          |               |               |